# UMF Grindavík
Maillots
Actualités
Le Ungmennafélag Grindavíkur ou UMF Grindavík est un club omnisports islandais fondé en 1935 et basé à Grindavík. Il comprend une section football appelée Knattspyrnudeild UMFG. 

## Historique
- 1935 : fondation du club sous le nom de Íþróttafélag Grindavíkur.
- 1963 : rebaptisé Ungmennafélag Grindavíkur
- 2003 : 1re participation à une Coupe d'Europe

## Bilan sportif

### Palmarès
| Compétitions nationales |
| --- |
| - Úrvalsdeild karla (0) - Troisième : 2000, 2002 - 1. deild karla (2) - Champion : 1994, 2007 - Coupe d'Islande (0) - Finaliste : 1994 - Coupe de la Ligue islandaise (1) - Vainqueur : 2000 - Finaliste : 2017 et 2018 |

### Bilan européen
Note : dans les résultats ci-dessous, le score du club est toujours donné en premier
| Saison    | Compétition     | Tour           | Club          | Domicile | Extérieur | Total |
| --------- | --------------- | -------------- | ------------- | -------- | --------- | ----- |
| 2001      | Coupe Intertoto | Premier tour   | Viləş Masallı | 1 - 0    | 2 - 1     | 3 - 1 |
| 2001      | Coupe Intertoto | Deuxième tour  | FC Bâle       | 0 - 2    | 0 - 3     | 0 - 5 |
| 2003-2004 | Coupe UEFA      | Premier tour Q | FC Kärnten    | 1 - 1    | 1 - 2     | 2 - 3 |

Légende
- Victoire ou qualification pour le tour suivant
- Match nul
- Défaite ou élimination de la compétition

## Anciens joueurs
- Gilles Mbang Ondo